# 後藤喜八郎
後藤 喜八郎（ごとう きはちろう、1920年（大正9年）9月12日 - 2007年（平成19年）11月1日）は、日本の政治家。日本社会党に所属し、東京都武蔵野市議会議員・副議長、第2代武蔵野市長を歴任した。1960年代から1970年代にかけて日本各地に多く誕生した革新系首長の一人である。

## 人物・経歴

### 生い立ち・軍歴
1920年（大正9年）9月12日、東京府北多摩郡武蔵野村（のちの東京都武蔵野市）に生まれる。
1943年（昭和18年）8月、中央大学法学部を中退。終戦時には第三〇二海軍航空隊に中尉として所属し、厚木航空隊事件に際しては上官の小園安名大佐の命により「抗戦の使者」として谷田部海軍航空隊へ駆り出されたものの、同隊の説得を断念している。

### 武蔵野市議会議員
1951年（昭和26年）4月、武蔵野市議会議員選挙に当時の日本社会党から立候補し初当選。市議会議員を3期にわたって務めた。武蔵境地区の代表として「社会党ではなく境党」と自称し、庶民感覚をアピールした。1961年（昭和36年）には武蔵野市議会市議会副議長に就任した。

### 武蔵野市長
1963年（昭和38年）4月に行われた武蔵野市長選挙に社会党公認で立候補し、27,222票を獲得。初代市長を4期15年5か月にわたって務めた現職の荒井源吉（無所属）を6,000票近くの差で破り初当選。荒井の後を受け、翌5月に第2代武蔵野市長に就任。以後3度の再選を果たす。うち1967年（昭和42年）と1975年（昭和50年）は無投票当選であった。
市長就任後は「市民自治」と「平和な緑と教育のまち」をスローガンに掲げた。「市民自治」のスローガンは1971年（昭和46年）に策定された第1期武蔵野市基本構想・長期計画（コミュニティ構想）策定の際、市民を対象としたヒアリングの実施という形で盛り込まれ、「武蔵野方式」として知られる。 「太陽のように明るく生きよう」をモットーとし「太陽市長」と呼ばれた。
吉祥寺駅周辺再開発事業（後述）や武蔵境駅南口の開発といった都市開発に注力した。一方で都市化の代償として減少する緑を取り戻そうと「緑化市民委員会」を発足。緑化推進本部の設置、「緑の憲章」制定等の対策に当たった。また、当時急増するマンションによる日照侵害等の苦情が市に大きく寄せられたことを受け、全国初の中高層マンション規制として「宅地開発等に関する指導要綱」を制定した。しかし、住民から要綱の運用を巡って訴訟を起こされ、後藤が水道法違反で刑事告訴される事態となった。この問題は後藤退任後の1989年（平成元年）に決着し、建築基準法が改正されるきっかけとなった。
後藤が市議会議員時代に「税金の二重取り」と批判してきた下水道の受益者負担制度については、市長就任後に隣接する三鷹市の導入例を見て、制度に効果があるとして自らの主張を変更し、1970年（昭和45年）より制度を実施、下水道事業を大幅に進捗させ、後藤退任後の1985年（昭和60年）に市全域に下水道事業が完成した。
このほかにも、市内小中学校の完全鉄筋化、グリーンパークの整備公園化（のちに武蔵野中央公園となる）、富山県利賀村との姉妹都市協定による「第2のふるさと」づくり、児童扶養手当や介護人派遣事業の全国最初の導入、などに取り組んだ。
1979年（昭和54年）4月、4期16年務めた武蔵野市長を退任。この在任期間は第4代市長の土屋正忠に6期22年4ヶ月（在任1983年（昭和58年） - 2005年（平成17年））と更新されるまで最長記録だった。

#### 吉祥寺駅周辺再開発事業
後藤は多摩地域最大の商業地区である吉祥寺の礎を行政の側から築いたことで知られる。就任1期目の1964年（昭和39年）、吉祥寺駅周辺の都市計画を決定。これは1965年（昭和40年）から1969年（昭和44年）4月にかけて国鉄が実施した中央本線荻窪・三鷹間の高架複々線化工事と連携したものであった。
都市計画は1971年（昭和46年）に吉祥寺大通り（1977年（昭和52年）全面開通）、翌1972年にアーケード商店街「サンロード」、1974年（昭和49年）にアーケード商店街「ダイヤ街東急チェリーナード」の完成をもたらし、後藤退任後の1987年（昭和62年）に終了した。

### 市長引退後
1996年（平成8年）から世界連邦運動協会武蔵野支部長を務め、その後2001年（平成13年）に名誉支部長となり、逝去するまで計11年間務めた。
1997年（平成9年）9月、武蔵野市特別市政功労者表彰を受ける。
2007年（平成19年）11月1日0時40分、老衰のため三鷹市内の病院で逝去、87歳没。武蔵野市市制施行60周年を迎える2日前であった。同年11月27日には、武蔵境駅前の武蔵野スイングホールにて、後藤の市長時代の功績を称え「故・後藤喜八郎元武蔵野市長を偲ぶ会」が開催され、邑上守正市長（当時）らが出席した。邑上守正は、少年の頃に自宅の原っぱで遊んでいたところ、当時の市長だった後藤がやってきて一緒にバレーボールをしたという。

### 職歴
- 武蔵野市議会議員（1951年4月 - 1963年3月）、同市議会副議長（1961年4月 - 1963年3月）
- 武蔵野市長（1963年5月 - 1979年4月）
- 東京都国民健康保険団体連合会理事（1966年）
- 日本下水道協会副会長（1967年）
- 日本水道協会理事（1969年）
- 東京都市長会監事（1974年）、同会副会長（1976年 - 1979年4月）
- 全国市長会評議員（1974年 - 1979年4月）
- 世界連邦運動協会武蔵野支部長（1996年 - 2001年）、同協会名誉支部長（2001年 - 2007年）